# Мостовка (приток Усы)
Мостовка — река в России, протекает по Тобольскому району Тюменской области. Устье реки находится в 3 км от устья Усы (приток Иртыша) по правому берегу. Длина реки составляет 19 км.

## Данные водного реестра
По данным государственного водного реестра России, относится к Иртышскому бассейновому округу, водохозяйственный участок реки — Иртыш от впадения реки Ишим до впадения реки Тобол, речной подбассейн реки — бассейны притоков Иртыша от Ишима до Тобола. Речной бассейн реки — Иртыш.
Код объекта в государственном водном реестре — 14010400112115300012939.